# Hyboella nullipennis
Hyboella nullipennis är en insektsart som först beskrevs av Hancock, J.L. 1913.  Hyboella nullipennis ingår i släktet Hyboella och familjen torngräshoppor. Inga underarter finns listade i Catalogue of Life.